# 裙帶資本主義
裙帶資本主義（英語：Crony capitalism），又称官僚资本主义、朋黨資本主義、權貴資本主義、密友資本主義、關係資本主義，是一種經濟體系。在此體系中，企業的成功並非市場經濟的結果，而是經商者與政治家互動的結果。這通常是透過企業操控與國家間的商業利益來達成，而非優惠稅率、發放許可證或其他形式的經濟干預。具體案例如操控採礦權或公共工程合約。如此一來，便可透過壟斷市場收取暴利。由於裙帶企業並無創造任何重要價值（其獲利形式爲交易），創業及其他風險報酬等商業行爲被抹殺。

## 具體
最簡單來說，在裙帶資本主義下設的市場主體之間會存在相互勾結。雖然仍有輕微的互相競爭，但他們會提出一個統一的戰線，如政府補貼或援助請求（例如同業公會、商會）。
新加入市場的主體可能很難借贷或取得貨架空間來銷售自己的產品，在技術領域上，他們可能從來不與競爭對手協調、銷售網絡拒絕援助其他參與者。儘管如此，當法律造成的障礙較輕時，仍然有被競爭對手“破解”的系統，尤其當行業內的舊經營者已經變得效率低下，而不再符合市場的需求。這時，其中的一些暴發經營者卻可能建立起網絡，以阻止任何其他新的競爭者。這樣的例子包括明治維新後的日本財閥、香港地產公司（以新鴻基地产、長江實業集團等華資地產公司及英資的太古地產為首）、印度的印刷媒體、韓國財閥（以三星集团、LG集团為代表），以及由強大的家庭集团控制了大部分市场投資的拉丁美洲国家。
裙帶資本主義經常出現在政治上的裙帶關係，並滲透到商業世界，存在利己關係的友誼和親情的商人和政府官員，影響到經濟和社會，破壞公共服務型的經濟和政治理想。多數國家或多或少都有裙帶資本主義。民主國家若有嚴重的裙帶資本主義，其所實行的民主制度便是空殼子；無論是左派或右派的經濟學觀念，在裙帶資本主義下也都成為檸檬社會主義。

## 媒体榜单
2014年3月，英国《经济学人》发布的含有23个国家与地区的裙带资本主义指数排行榜指称，香港的裙带资本主义指数最高，富豪财富占GDP的比重接近80%，排名第二的则是俄罗斯，大约为20%，台湾位列第10，中国大陆为19位。《经济学人》表示，国家透过控制大多银行和资源，可以减少裙带寻租的存在。

### 質疑
“全球反腐败”网站作者Eden Schiffmann撰文评论道，“虽然各种榜单看起来总是可笑的并且饱受争议，但这份所谓‘裙带资本主义指数’的榜单可能连裙带资本在这些国家中所占据的比例都没有告诉世人。”

### 解釋
《经济学人》在文中承认指数统计方法有“局限性”，例如忽略寻租者是否公开财产，判断寻租重灾区的方式有些粗暴，只计算亿万富翁等。

### 評論
- 人民網评论稱「中国需要解决积重难返的裙带资本主义，“GDP全球第一”对民众而言并无实际价值，《经济学人》对中華人民共和国裙带资本主义指数的排名可能具有误导性。」[5]
- 網易评论稱「尽管在榜单中，中国排名世界第19位，远远好于人们的印象，但值得注意的是中国存在“抱团式”腐败，形式多样，行为隐秘，危害甚大。」[6][7]

## 類似的術語
克萊蒙特·麥肯納學院教授裴敏欣（Minxin Pei）於2014年在一篇文章中使用了裙帶共產主義這個術語，她聲稱中國國內存在着根深蒂固的利益輸送關係，當局透過向忠誠者提供會帶來豐厚利益的職位來維繫統治，此舉使很多官員互相勾結，因而產生嚴重的貪腐問題，雖然中共中央總書記習近平所發起的反腐敗運動取得了一定的成效，但是如果要消除官僚所帶來的威脅，那麼習近平需要起用更多改革派人士和賦予媒體及公民社會更大的權力以取得其支持，但由於習近平一直試圖限制它們所擁有的自由，因此習近平可能無法擴大其支持基礎。
政評家邓聿文於2018年在一篇文章中使用了裙帶社會主義這個術語，他在評價鄧小平主義時這樣描述裙帶社會主義：「裙带社会主义是相对于裙带资本主义而言的，也就是在经济活动中纵容权力和关系寻租，特别是通过对政治领导人的血亲、姻亲、朋党关系的捆绑，将政治利益和经济利益集中在少数人手上，形成一个个尾大不掉的权贵富豪家族。」並且聲稱：「正是在这个意义上，裙带社会主义也是平常所称的权贵资本主义。」